# 네카 자데간
니카 재디갠(영어: Necar Zadegan, 페르시아어: نکار زادگان 네카르 자데간, 1982년 6월 20일 ~ )은 서독 태생의 미국 배우, 모델이다.
하이델베르크에서 태어났다.

## 출연 작품

### 영화
- The Touch (2007) - 단편
- 언싱커블 (2010) - 제한 영거 역
- Meth Head (2013) - 마이아 역

### 텔레비전
- 24 (2010)
- 더 이벤트 (2010-11) - 이저벨 역
- 에밀리의 병원 24시 (2012-13)
- 레이크 (2014)
- 엑스턴트 (2014-15)
- Girlfriends' Guide to Divorce (2014-18)
- NCIS: 뉴올리언스 (2018-21)
- 메이어 오브 킹스타운 (2021-24)